# Maria Magdalena Kenig-Witkowska
Maria Magdalena Kenig-Witkowska (ur. 29 marca 1945, zm. 18 lipca 2025) – polska prawniczka, profesorka nauk prawnych, profesorka zwyczajna Uniwersytetu Warszawskiego, specjalistka w zakresie prawa europejskiego i prawa międzynarodowego publicznego.

## Życiorys
Na Uniwersytecie Warszawskim uzyskała stopień doktorki (1974) oraz doktorki habilitowanej (1982).
Była nauczycielką akademicką Wydziału Geografii i Studiów Regionalnych UW w Instytucie Krajów Rozwijających się. Została zatrudniona na Wydziale Prawa i Administracji Uniwersytetu Warszawskiego w Instytucie Prawa Międzynarodowego, gdzie objęła stanowisko kierowniczki Katedry Prawa Europejskiego (2009–2015). W 2007 prezydent RP Lech Kaczyński nadał jej tytuł naukowy profesora nauk prawnych. Została profesorem zwyczajnym Uniwersytetu Warszawskiego.
Stopień naukowy doktora pod jej kierunkiem uzyskali między innymi Piotr Bogdanowicz oraz Magdalena Słok-Wódkowska.
Została członkinią rady programowej organizacji ClientEarth w Polsce, Rady Naukowej Uniwersyteckiego Centrum Badań nad Środowiskiem Przyrodniczym i Stowarzyszenia Prawa Międzynarodowego.
Otrzymała nagrody: Judge Manfred Lachs Prize i Nagrodę Ministra Nauki za wybitne naukowe dokonania w dziedzinie prawa ochrony środowiska.
Pochowana na warszawskim cmentarzu we Włochach.